# Sauvagnon
Sauvagnon település Franciaországban, Pyrénées-Atlantiques megyében. Lakosainak száma 3542 fő (2022. január 1.). Sauvagnon Caubios-Loos, Doumy, Lescar, Navailles-Angos, Serres-Castet és Uzein községekkel határos.

## Népesség
A település népessége az elmúlt években az alábbi módon változott:
| Lakosok száma | 3118 | 3188 | 3392 | 3313 | 3362 | 3411 | 3460 | 3484 | 3542 |
|               | 2013 | 2015 | 2016 | 2017 | 2018 | 2019 | 2020 | 2021 | 2022 |